# Avarca

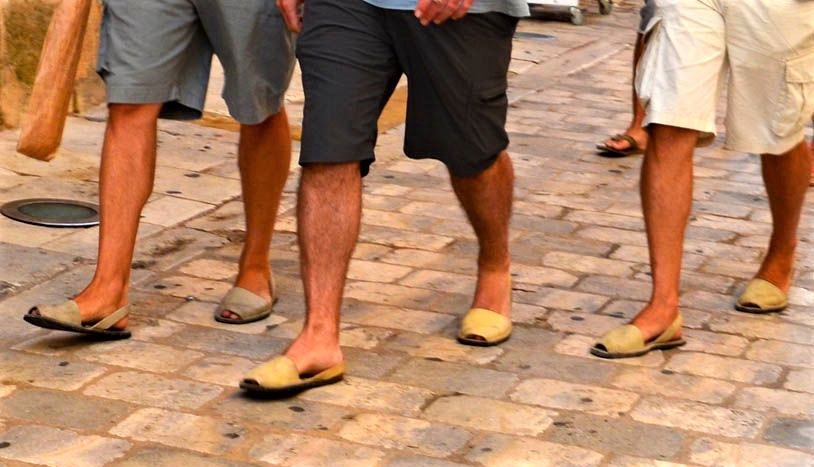
Les avarques pour homme

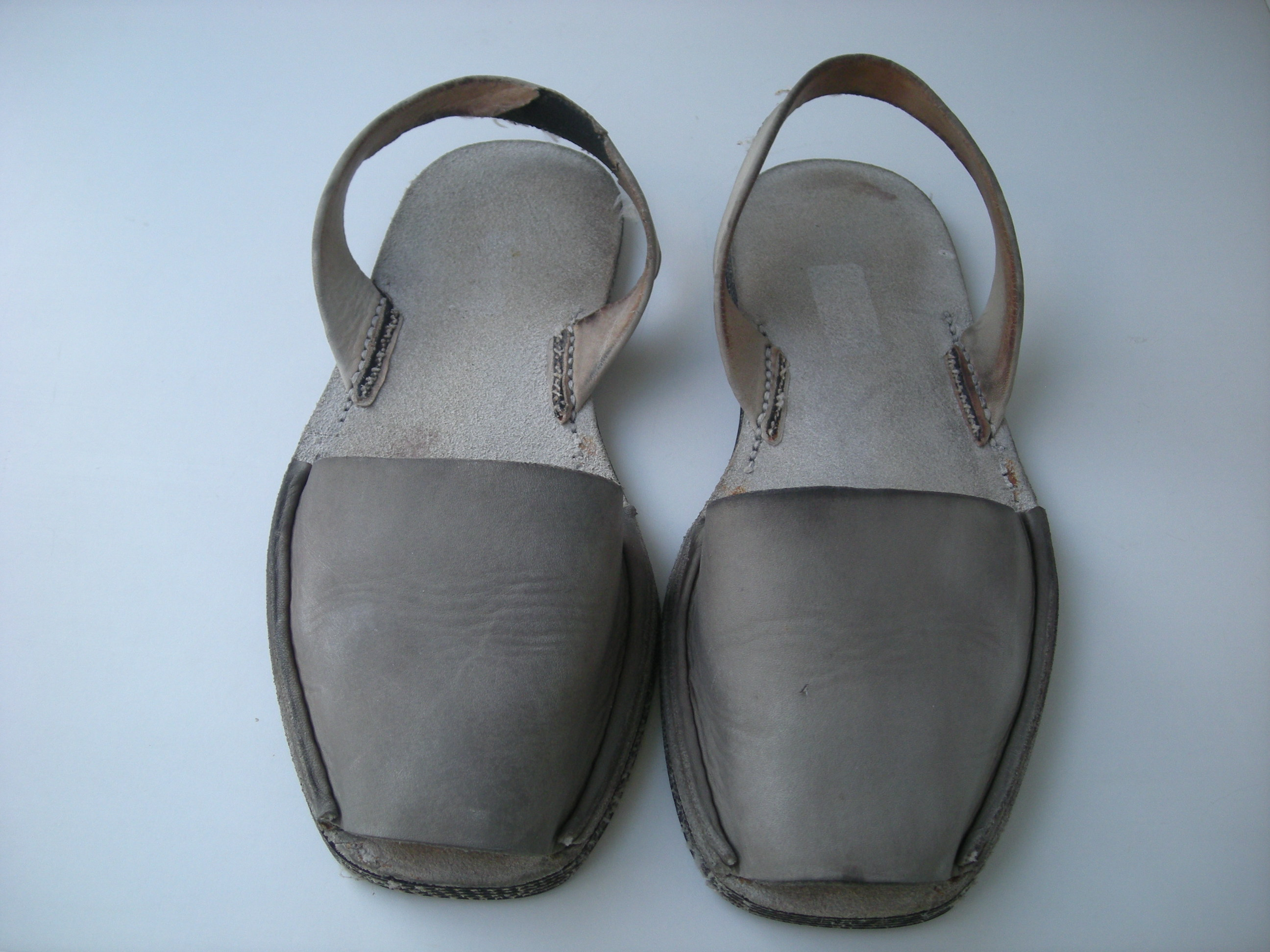
Une paire davarques

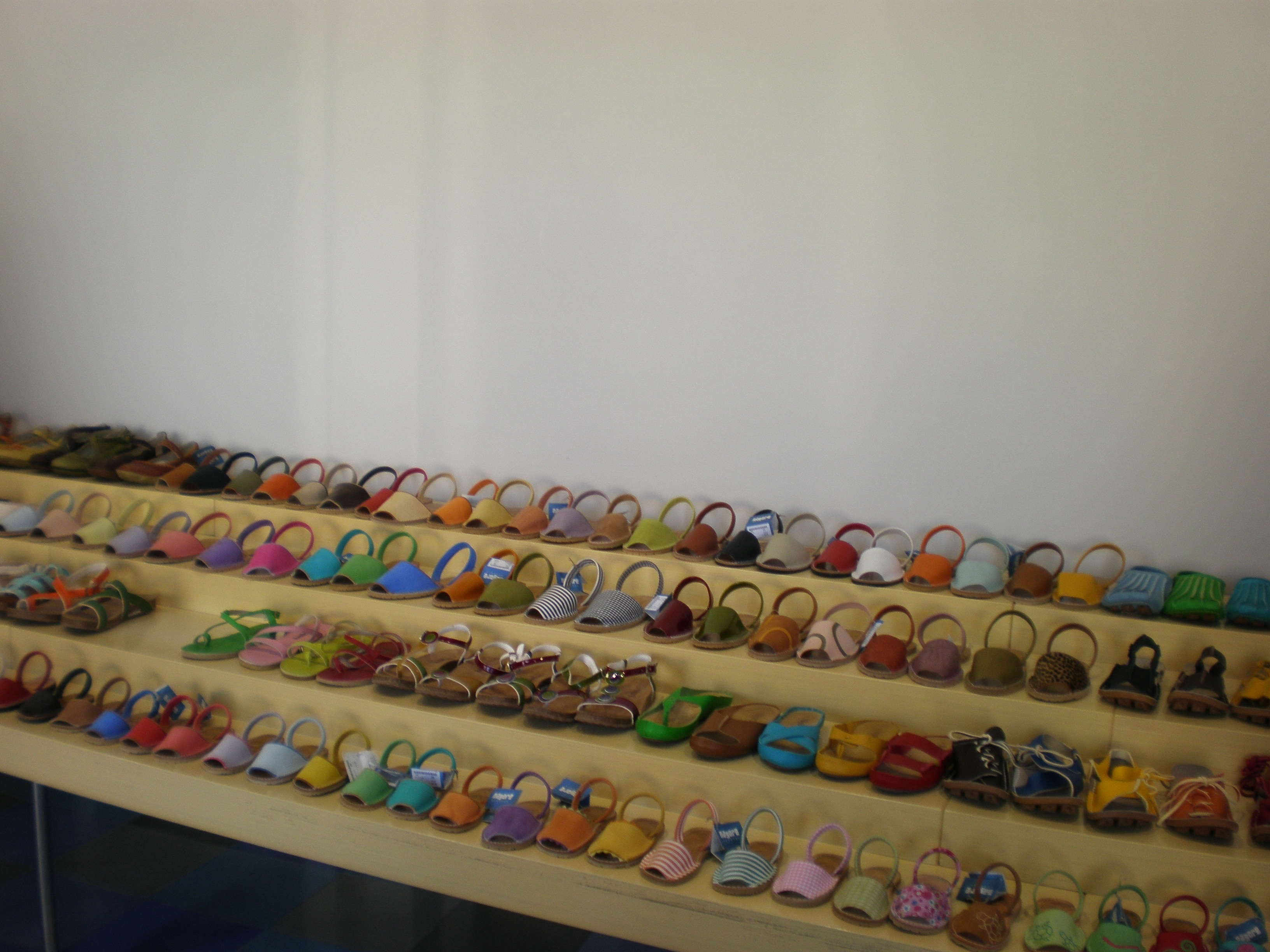
Des avarques

L'avarca est une sorte d'espadrille traditionnelle, pour homme ou pour femme. Répandue dans les îles Baléares, notamment à Minorque, elle est souvent désignée comme "menorquina" (ou minorquines en français) 

## Fabrication
Les avarques sont faites de cuir, de pneu ou de bois, selon les traditions régionales.
À Minorque, les chaussures sont faites d'une empeigne de cuir cousue à une semelle en caoutchouc avec une bride qui peut s'ajuster derrière le talon. 
Les avarques sont fabriquées dans une grande variété de couleurs aussi bien pour homme que pour femme et en toutes tailles, y compris celles de pieds d'enfants. 

## Répartition
Ce type de chaussure existe dans plusieurs régions d'Espagne : outre Minorque, aux Baléares : au pays basque, dans la province de Caceres, dans la sierra Nord de Madrid, ou encore, dans la province d'Avila.

## Labels et reconnaissance
Pour préserver les fabricants d'avarques, le label « Avarca de Menorca » a été créé. Ce label est accordé par le gouvernement local et garantit des normes de qualité pour les avarcas ainsi que le lieu de fabrication, l'île de Minorque.